# Тася ван Рі
Тася ван Рі (англ. Tasya van Ree; нар. 30 квітня 1976) — американська художниця та фотограф. Вона відома своїми фотороботами та багатогранними інтересами в змішаній техніці та візуальній презентації, зокрема в галузі моди та її зв'язку з особистістю, а також стосунками з актрисою Ембер Герд.

## Молодість і освіта
Ван Рі японсько-голландського походження. Вона виросла в Мілілані, де займалася серфінгом. Вона закінчила курси фотографії в середній загальноосвітній школі та серйозно зайнялася цим в старших класах. У 1994 році переїхала до Лос-Анджелеса, щоб вступити до коледжу, але згодом кинула навчання.

## Кар'єра
Ван Рі переважно відома своїми чорно-білими фотографіями знаменитостей, зокрема Мішель Родрігес, Кетрін Монніг і Метта Далласа. За її словами, чорно-біла фотографія «містить у собі певну присутність; вона бере предмет і запалює в ньому певний ліричний відтінок, який неможливо передати словами». Використання можливостей матеріалів особливо пов'язано з тим, що чорно-біле зображення передає відчуття часу та позачасу, і що контрастність її сучасних сюжетів з часовим союзом матеріалу є джерелом загадкових якостей її фотографій. У кількох інтерв'ю вона називала актрису Ембер Герд своєю головною музою: «Гала — для Сальвадора Далі, Кікі де Монпарнас — для Ман Рея, Беатріс — для Данте Аліг'єрі».
На виставці 2014 року «Стан розуму та зв'язок з його іграми» ван Рі продемонструвала протиставлення як у темі, так і в матеріалі для фотографії. На тих повноколірних роботах були показані іграшки та популярні предмети.
Її роботи виставлялися в кількох містах і друкувалися у журналах. Вона брала участь у виставках як сольний фотограф, а також виставлялася поряд з іншими відомими художниками, зокрема Ґасом Ван Сентом, Емі Арбус, Девідом Лінчем і Джесікою Ленґ. Її роботи також представлені в приватних колекціях.
Окрім фотографії, Рі знімає короткометражні фільми та працює в інших візуальних засобах масової інформації, зокрема живопис і малюнок олівцем. У своїх малюнках, натхнення для яких знаходить у снах, вона намагається надати відчутність образам зі снів. Малювання уві сні, за словами ван Рі, створює відчуття знайомства з її життям наяву. Вона також розробила футболки з текстом, які називає «DieWilder» і носить на публічних заходах. У серпні 2015 року Рі написала вірш в блозі для серії «Лист до себе молодшого» онлайн-магазину одягу та домашнього декору The Dreslyn.

### Виставки
- Серпень 2010 — «Проект без назви». Галерея «Celebrity Vault», Лос-Анджелес[10]
- Червень 2011 — «Спотворені смаколики». Нью-Йорк[13]
- 17 вересня 2011 — 22 жовтня 2011 р. — «Персональна виставка фотографії» — Галерея витонченого мистецтва Едгара Валера, Лос-Анджелес[17]
- Жовтень 2014 — «Стан розуму та зв'язок з його іграми»[5] — Готель «Шато Мармон», Лос-Анджелес.

## Особисте життя
Ван Рі привертає увагу своїм фірмовим капелюхом не тільки інтерв'юерів, але й вона сама відзначає під час своїх роздумів як її вибір стилю пов'язаний з її особистістю. Ван Рі розглядає аксесуари як «деталі вбрання» та висловлює інтерес до концепції деталей загалом. У розмовному відео інтерв'ю для проєкту «Бути тобою» із Genetic ван Рі каже, що її капелюх виражає, що вона «в душі ковбой… частково інопланетянка, частково ковбой, частково чоловік, частково жінка… Я думаю, що ти стаєш тим, що носиш, і твоя особистість як би узгоджується з тим, як ти виглядаєш ззовні».
До 2012 року вона була у стосунках з акторкою Ембер Герд. У 2009 році вони з Герд «сперечалися в аеропорту… [а потім] арешт через нібито удар Рі, було зазначено „Ю-Ес-Ей Тудей“ у 2016 році». Рі заявила, що інцидент був неправильно розтлумачений і хибно представлений. Рі та Герд залишаються друзями, вона захищала свою колишню партнерку, і все ще має татуювання імені Герд на руці, деталь, яка була розкрита під час інтерв'ю «StyleLikeU» у 2013 році. У 2016 році Рі мала стосунки з моделлю Керолайн Вріланд, правнучкою Діани Вріланд.
В інтерв'ю вона розповідала про свою зацікавленість до культури харчування та мистецтва Лос-Анджелеса та їхню виражала естетику у своєму мистецтві.